# قیمت کالا بعلاوه هزینه حمل و بیمه

الگوریتم قیمت کالا

قیمت کالا بعلاوه هزینه حمل و بیمه (انگلیسی: Cost, Insurance and Freight) یا به اختصار سی‌آی‌اف (CIF) یک اصطلاح بازرگانی است. به قیمتی گفته می‌شود که شامل بهای کالا در بندر مبدا، هزینه حمل تا بندر مقصد و همچنین هزینه بیمه آن می‌شود.